# Irina Antonova
Irina Aleksandrovna Antonova (in russo Ирина Александровна Антонова?; Mosca, 20 marzo 1922 – Mosca, 30 novembre 2020) è stata una museologa e storica dell'arte russa, per 52 anni direttrice del Museo Puškin di Mosca, dal 1961 al 2013, il che la rese la direttrice più anziana e più longeva di un importante museo d'arte del mondo. Tra i suoi numerosi premi e decorazioni ci sono il Premio di Stato della Federazione Russa e l'Ordre des Arts et des Lettres.

## Biografia
Irina Antonova nacque a Mosca da Aleksandr Aleksandrovič Antonov, elettricista navale e poi direttore dell'Istituto di vetro sperimentale, e da Ida Michailovna Heifitz (che morì a 100 anni e 5 mesi).
Dal 1929 al 1933 visse con i suoi genitori in Germania. Dal 1940 fu studentessa presso il dipartimento di storia dell'arte dell'Istituto di filosofia, letteratura e storia. Nel 1941, dopo che l'IFLI fu fusa con l'Università Statale di Mosca, divenne una studentessa della Facoltà di Filologia dell'Università Statale Lomonosov di Mosca.
Studiò con Boris Vipper all'Università di Mosca, laureandosi in storia dell'arte nel 1945. Nello stesso anno entrò a far parte dello staff del Museo Puškin. Nel febbraio 1961 Nikita Chruščëv la mise a capo del museo.  Ricoprì questo ruolo per 52 anni. In questa veste, Irina Antonova avviò e organizzò importanti mostre internazionali, tra cui Mosca-Parigi, Mosca-Berlino, Russia-Italia, Modigliani, Turner, Picasso. Fu autrice di oltre 100 pubblicazioni (cataloghi, articoli, album, trasmissioni televisive, sceneggiature di film di divulgazione scientifica), dedicando il suo interesse in particolare alla pittura italiana e a quella francese. Per diversi anni insegnò al Dipartimento di Storia dell'Arte dell'Università Statale di Mosca, all'Istituto di Cinematografia, all'Auditorium GMII e all'Istituto di Lingue Orientali di Parigi.
Supervisionò le collezioni d'arte prese dopo la seconda guerra mondiale dall'Unione Sovietica dalla Germania. In primo luogo negò l'esistenza di tali raccolte e, quando fu evidente che esistevano, dichiarò pubblicamente che esse erano state portate legalmente in Unione Sovietica e dovevano essere esentate dalla restituzione.  Fu testimone dell'arrivo al museo dalla Germania dell'intera collezione della Galleria di Dresda nel 1945 e della sua rimozione dieci anni dopo. Si oppose alla restituzione della collezione alla Germania, sostenendo che si trattava di un giusto risarcimento per i danni inflitti al patrimonio culturale russo dagli invasori tedeschi. Il museo custodisce ancora il Tesoro di Priamo, preso come trofeo dall'Armata Rossa dopo la Battaglia di Berlino.

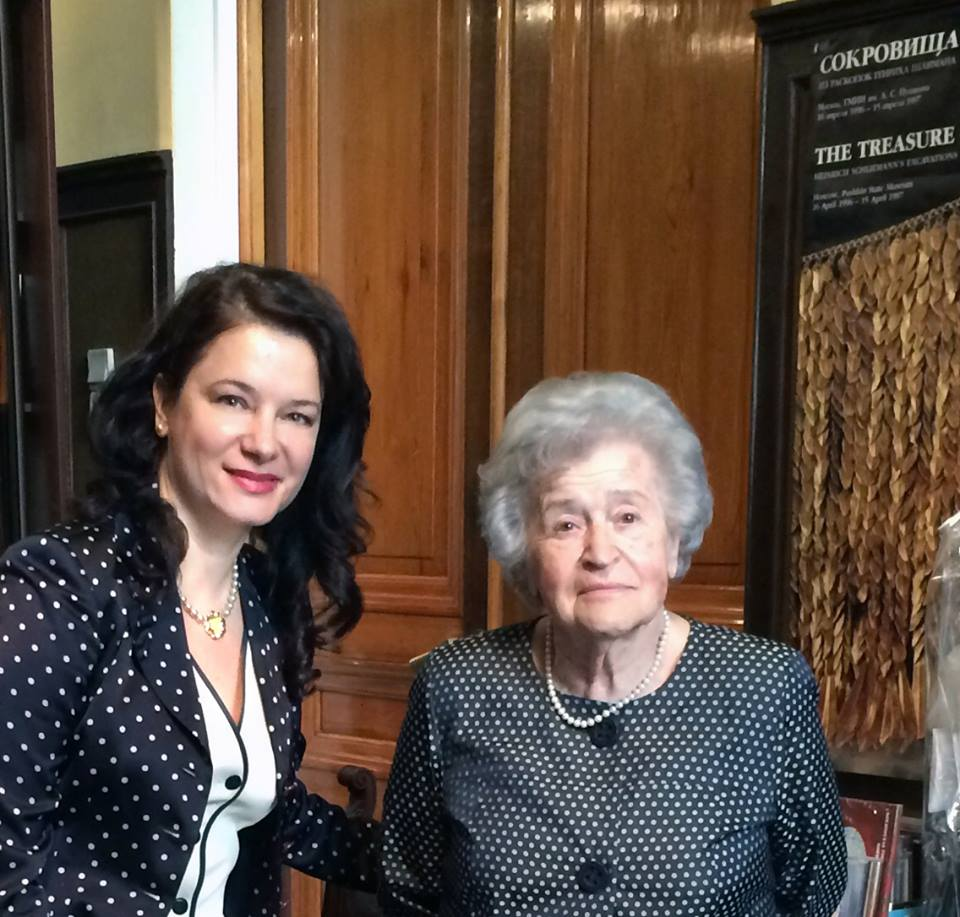
Angela Craciun, presidente della Fondazione André Malraux, con Irina Antonova, presidente del Museo Puškin, ad una cerimonia sotto il patrocinio dell'Unesco

Gli interessi di Irina Antonova ruotarono attorno all'arte impressionista e moderna. Nel 1948, il Museo Puškin acquisì considerevoli partecipazioni di queste opere dalle collezioni nazionalizzate di Sergej Ščukin e Ivan Morozov. Antonova sostenne a lungo la ricostruzione del Museo Statale della Nuova Arte Occidentale, un museo creato dalle collezioni di Shchukin e Morozov, soppresso da Stalin nel 1948. Le collezioni del museo furono smistate tra il Puškin e l'Ermitage, quest'ultimo riluttante a lasciare la collezione, e tra la Antonova e il direttore dell'Ermitage, Michail Piotrovskij, il disaccordo venne reso pubblico.
Fu determinante nella creazione di Dekabr'skich večerov di Svjatoslav Richter, un festival musicale internazionale che si tiene nel museo dal 1981.
Il governo russo propose un "museo virtuale" online, che lei rifiutò. Un portavoce del presidente russo Vladimir Putin affermò: "le possibilità di creare un simile museo diminuiscono notevolmente" dopo la disapprovazione di Piotrovsky. Irina Antonova in seguito disse che le persone contrarie alla rifondazione del museo stavano "aderendo a un decreto di Stalin". Poco dopo la polemica, il 10 luglio 2013, venne licenziata e sostituita da Marina Lošak. La Antonova spiegò di aver scelto lei stessa un successore proponendo i nomi di scienziati culturali ma tutte le sue candidature erano state respinte dal ministro. Dei candidati proposti dal Ministero, la Lošak le sembrava comunque la più accettabile.
Irina Antonova è morta a 98 anni il 30 novembre 2020, per complicazioni da COVID-19 che avevano aggravato i suoi preesistenti problemi cardiaci.

## Vita privata
Fu sposata con lo storico dell'arte russo Evsej Rotenberg, che la lasciò vedova nel 2011. La coppia ebbe un figlio, Boris Rotenberg (nato nel 1954).
Parlava correntemente tedesco, francese e italiano.

## Premi e riconoscimenti
- Ordine al merito per la Patria:[24][25][26][27]

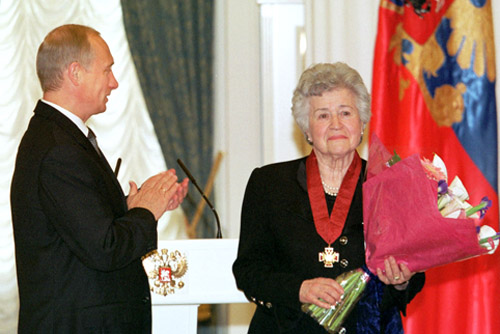
Irina Antonova con Vladimir Putin, marzo 2002

  - 1ª classe (6 dicembre 2007), per l'eccezionale contributo allo sviluppo dei musei, alla conservazione e alla promozione del patrimonio nazionale e mondiale
  - 2ª classe (20 marzo 2002), per l'eccezionale contributo allo sviluppo della cultura nazionale
  - 3ª classe (17 marzo 1997), per i servizi allo Stato e il grande contributo personale alla conservazione del patrimonio culturale nazionale della Russia
  - 4ª classe (28 febbraio 2012)
- Ordine della Rivoluzione d'Ottobre[28]
- Ordine della Bandiera Rossa del Lavoro[28]
- Artista onorato della Federazione Russa[28]
- Premio di Stato della Federazione Russa (1995)
- Legione d'Onore (Francia)[28]
- Commendatore dell'Ordine al Merito della Repubblica Italiana (7 dicembre 2000)[28]
- Premio del pubblico "Tesoro della patria""[29]